# Badehaus (Bad Soden)

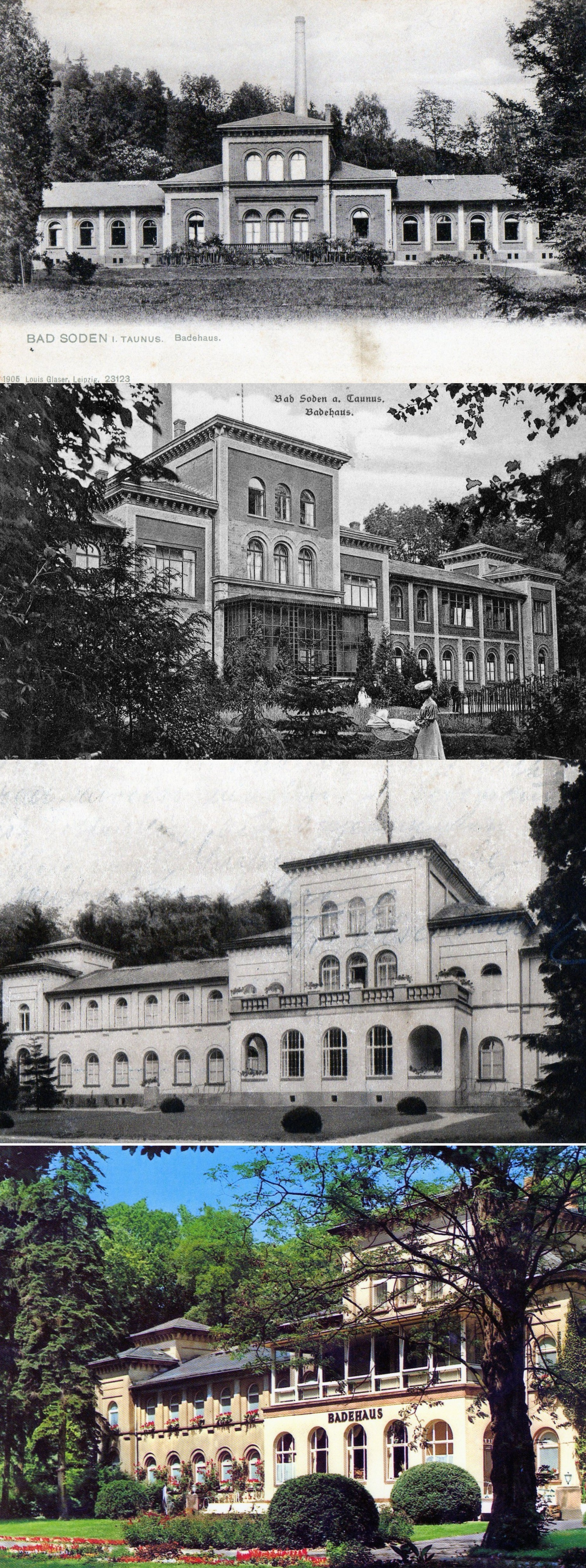
Das Badehaus im Wandel der Zeit: (1)1898, (2)1908, (3)1919, (4)1970

Das Badehaus ist ein ehemaliges Kurgebäude in der Stadt Bad Soden am Taunus in Hessen.

## Geschichte

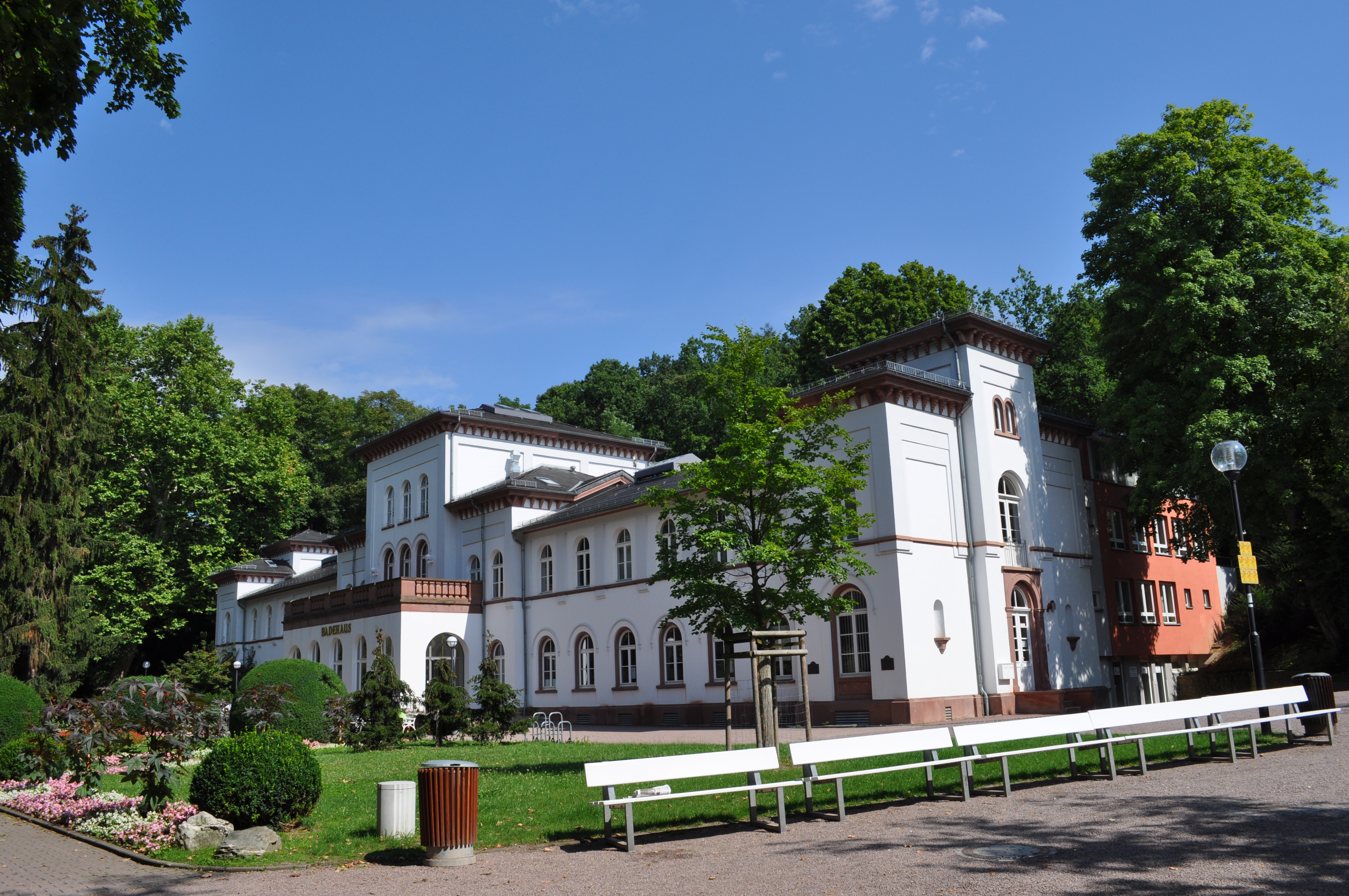
Das Badehaus heute

Das Badehaus entstand in den 1870er Jahren im Alten Kurpark auf dem ehemaligen Gelände der Saline. Bevor der Bau jedoch begann, wurde über den Bauort diskutiert. Nachdem man sich auf den heutigen Platz einigte folgten weitere Probleme. Der Boden war für ein solches Bauwerk nicht geschaffen. Daher musste man Holzstämme in den Untergrund rammen, um ein sicheres Fundament zu schaffen. Nachdem der Bau 1870/71 vollendet war, wurden kurze Zeit später wieder Veränderungen durchgenommen, da der Bau nicht ganz den Plänen glich. Zunächst wurden die Fenster vergrößert, da die kleinen dem Haus eher ein stallartiges Aussehen verschafften. Ebenfalls musste das Zinkdach ersetzt werden, da es undicht wurde und das Holz zu verfaulen drohte. So wurde ein Schieferdach errichtet.
1896/97 wurde der Innenraum modernisiert und 1906 wurde das Gebäude um eine weitere Etage aufgestockt. Kurz darauf zog das „Mediko-mechanische Institut“ in den 1. Stock des Gebäudes. Des Weiteren wurde ein Laboratorium für Sputum-Untersuchungen und ein bakteriologisch-chemisches Institut eingerichtet. 1913/14 wurde das Gebäude ein weiteres Mal erweitert. Während des Zweiten Weltkriegs erlitt das Gebäude schwere Schäden, wobei das obere Stockwerk zerstört wurde. Im Juni 1947 konnte das Badehaus mit notdürftiger Herrichtung seinen Betrieb wieder aufnehmen. In den 1950er Jahren wurde es erneut umgebaut, wobei der Balkon eine Glasfassade bekam, um einen weiteren Raum zu bekommen.
Im Badehaus waren 40 Badekabinen mit Holz- und Steingutwannen, die den Kurgästen zur Verfügung standen. Hier wurden verschiedene Behandlungen durchgeführt, darunter Elektro- und Trockenbehandlungen oder Sole- und Mineralwasserbehandlungen. 1994 zogen diese Einrichtungen ins Medico Palais, womit das Badehaus leer stand. 1997 wurde es aufwendig restauriert und die Stadtbücherei zog ins Erdgeschoss ein. Heute befinden sich hier auch das Stadtarchiv, das Stadtmuseum und die Stadtgalerie mit kostbaren Kunstausstellungen.

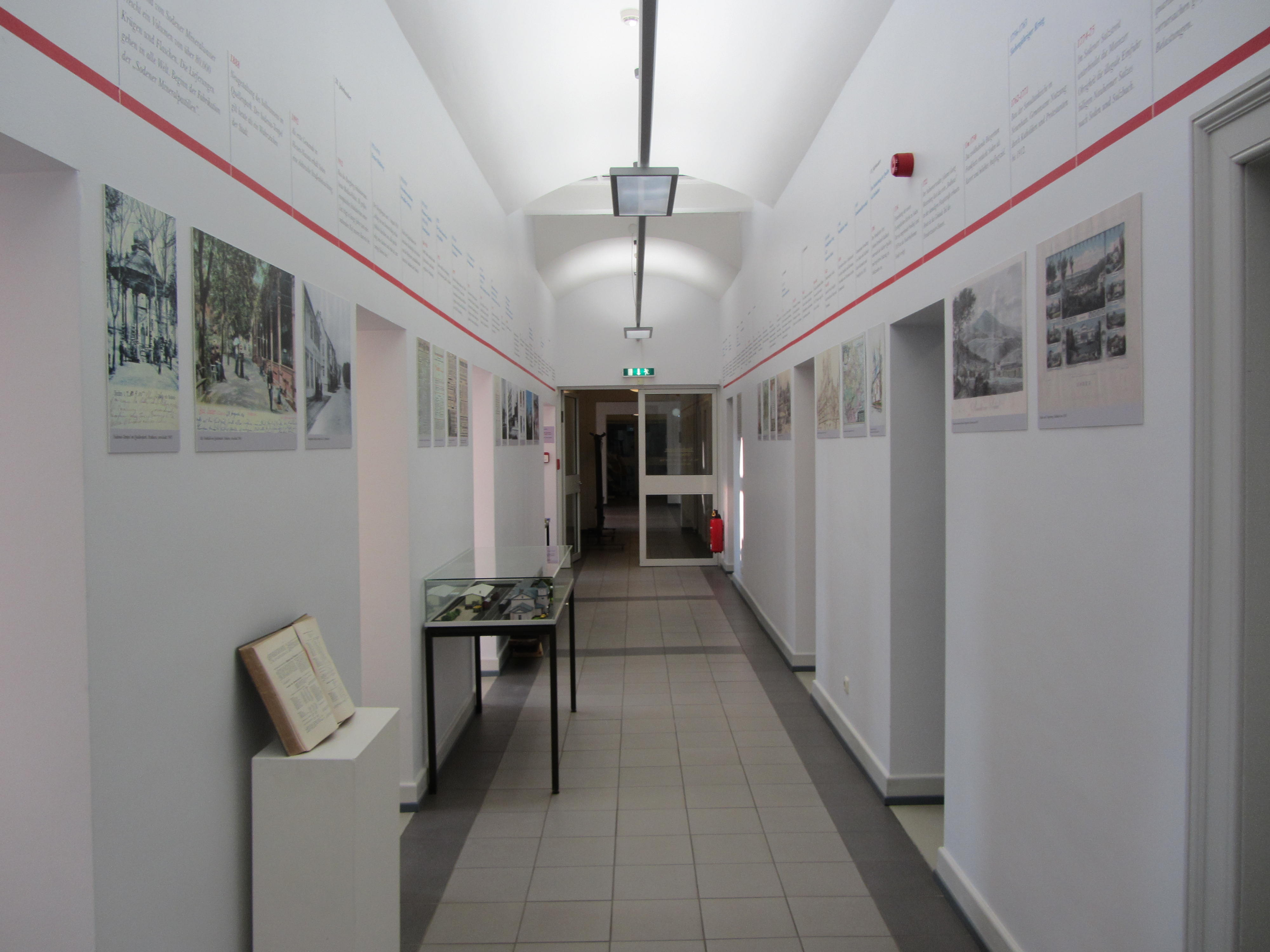
Das Stadtmuseum
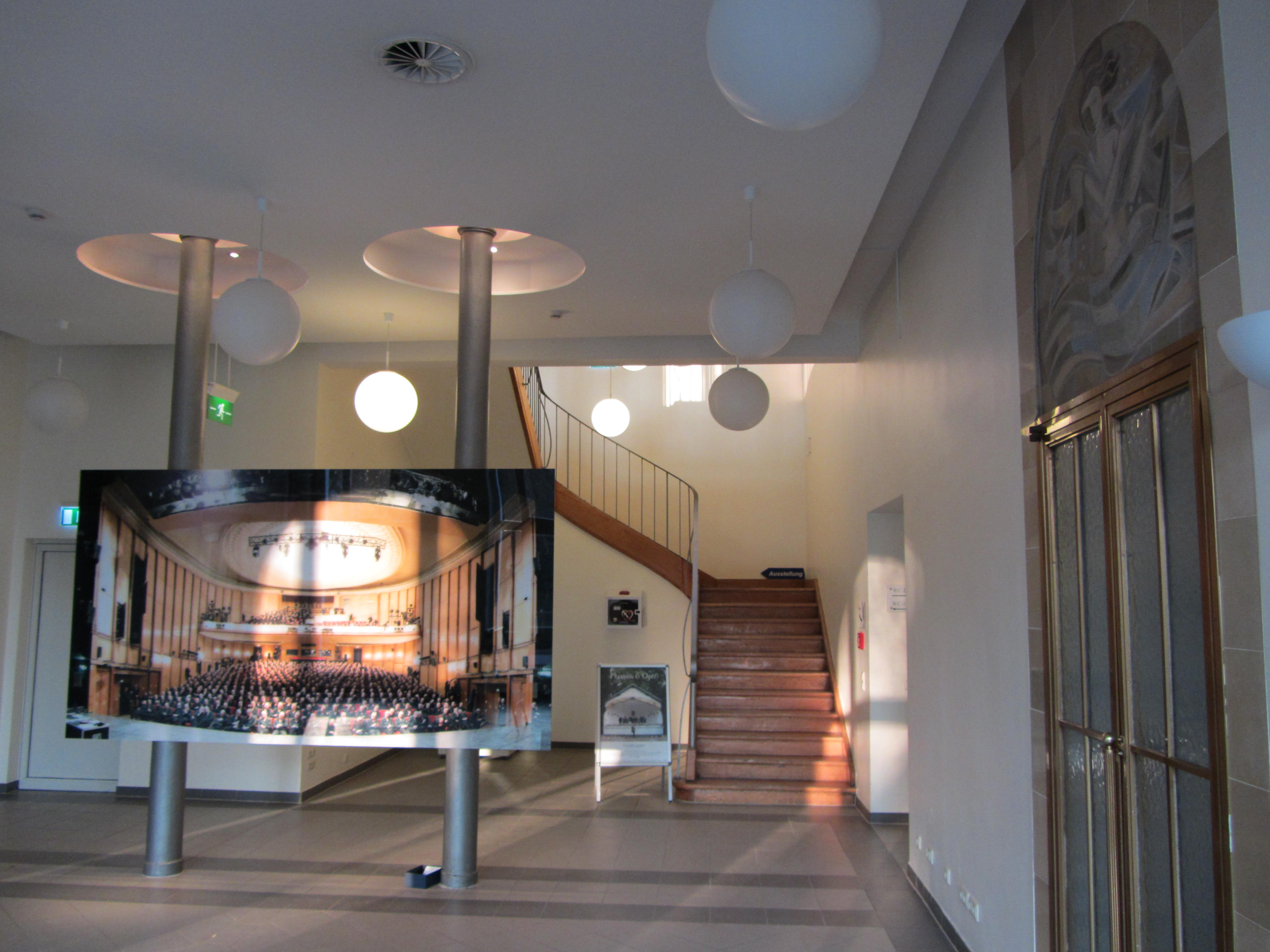
Eingangsbereich
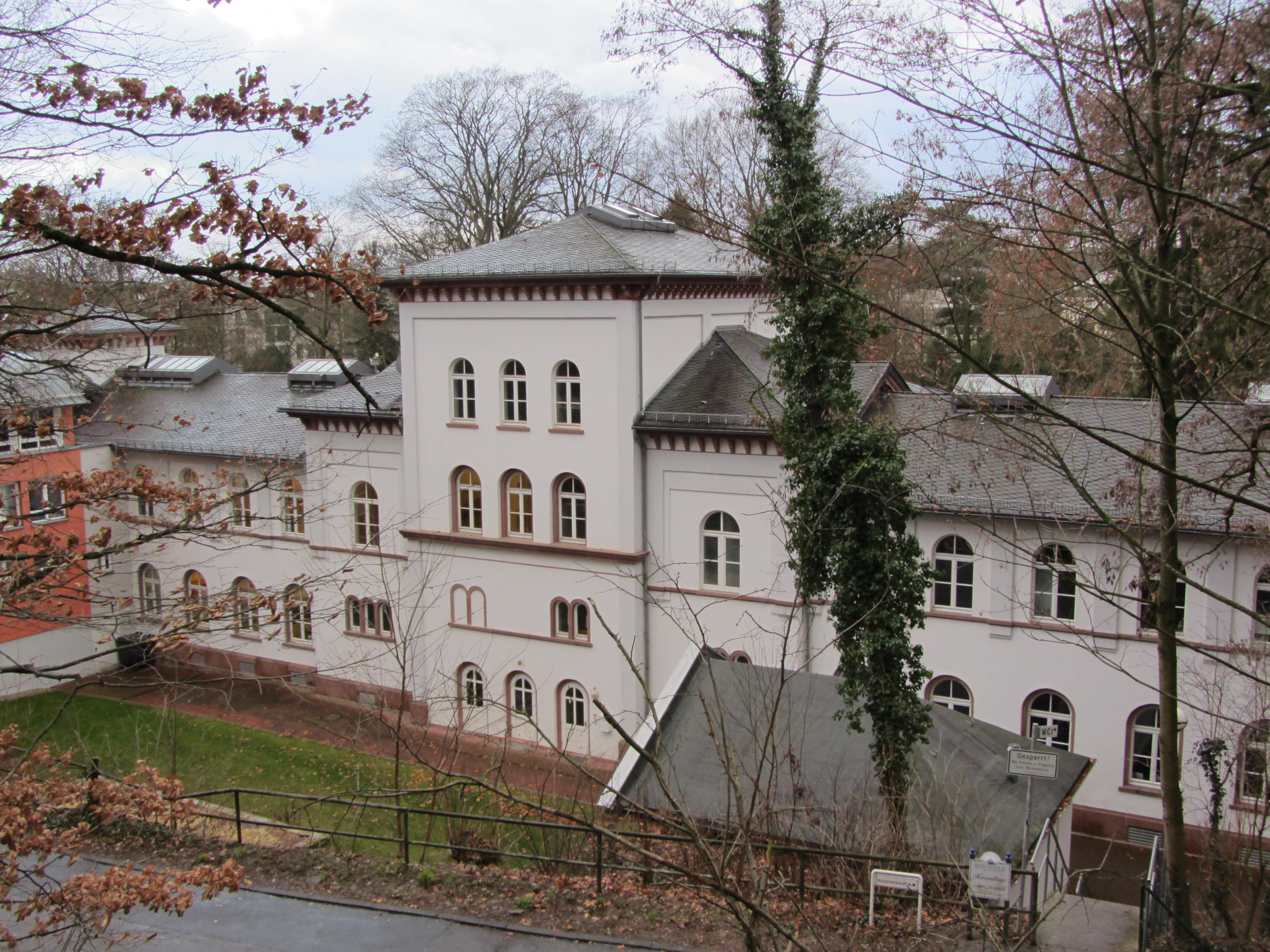
Rückansicht vom Burgberg
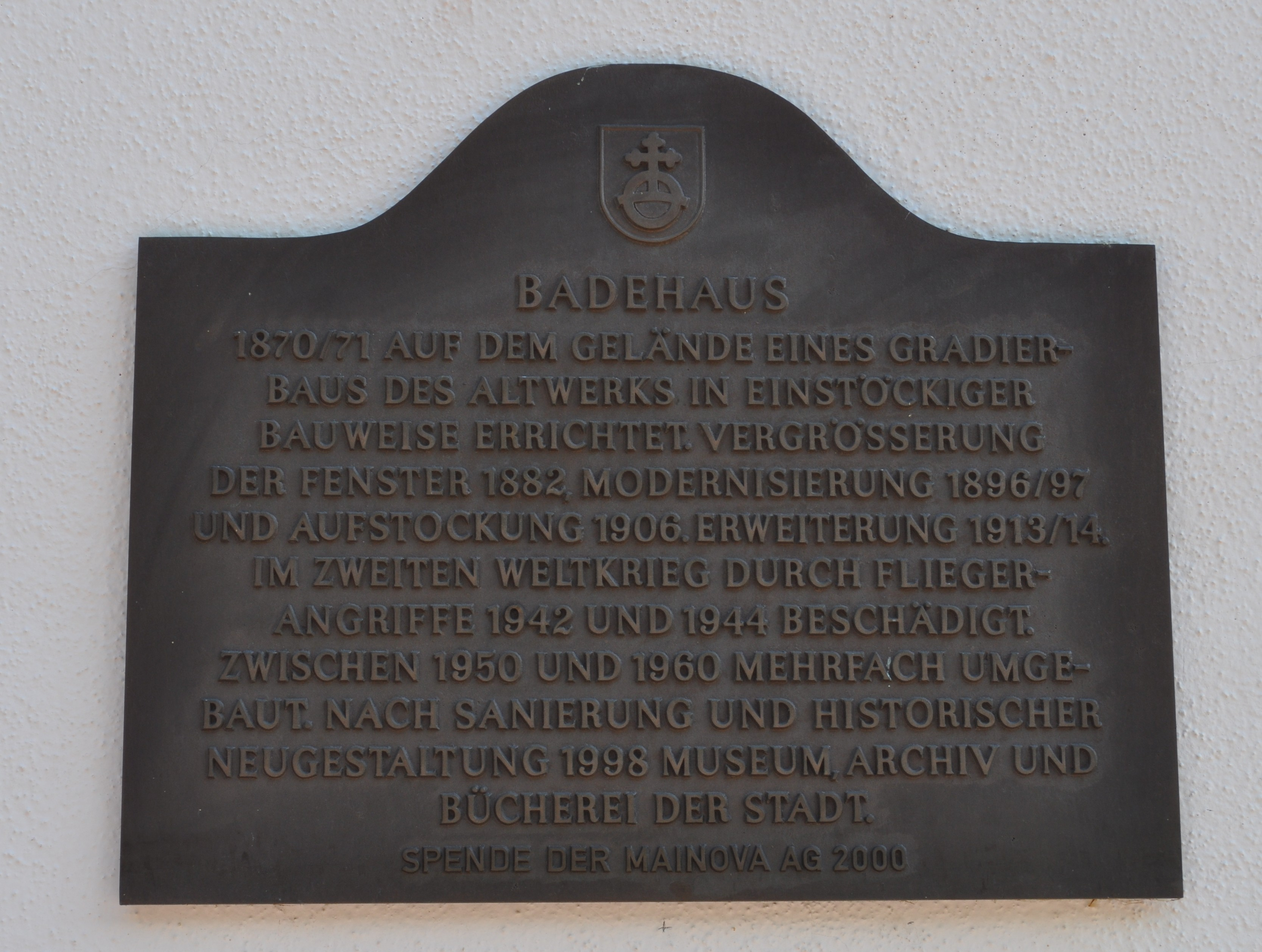
Infotafel am Badehaus
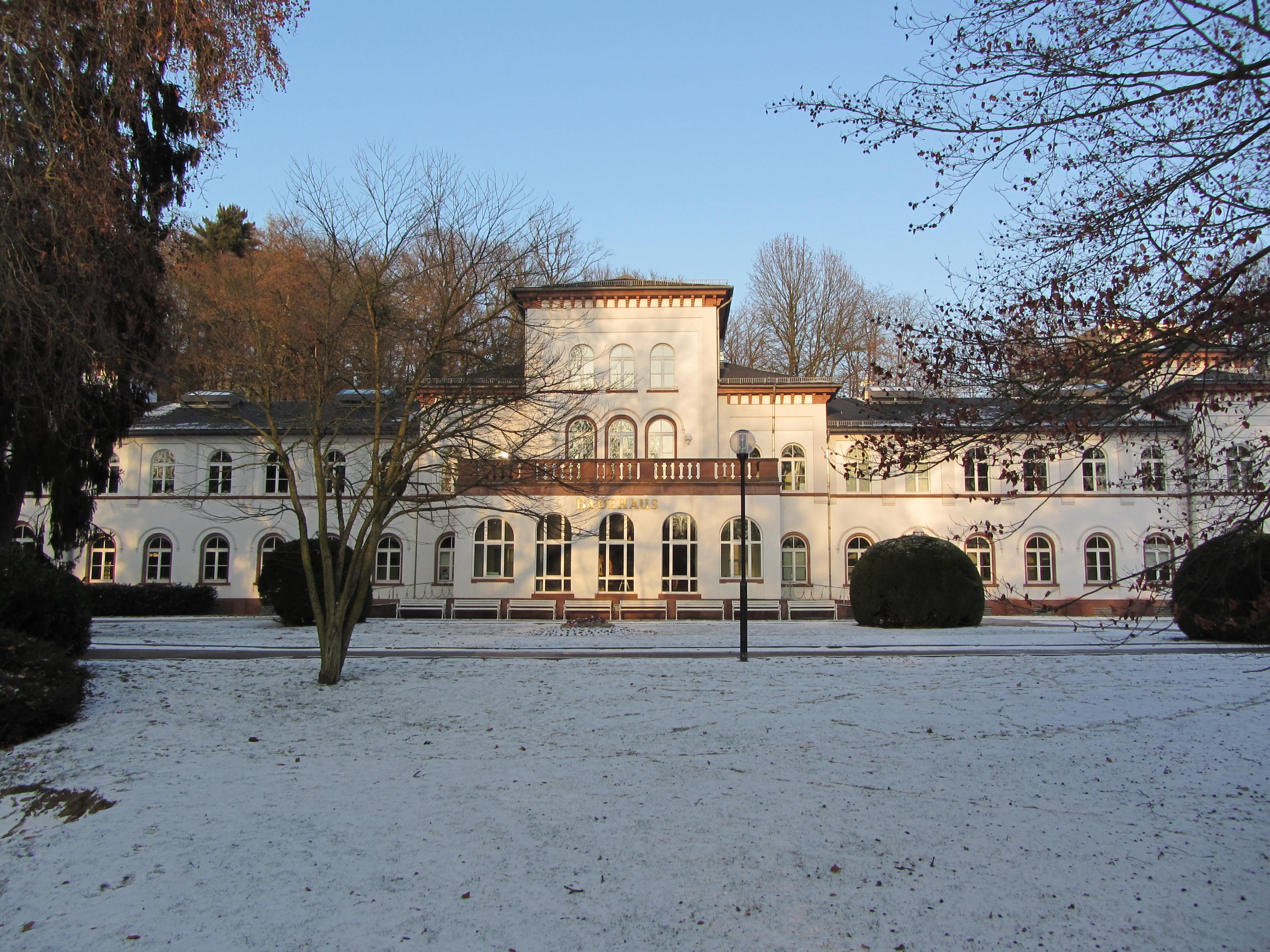
Ansicht im Winter